# Tigidi Perennis
Tigidi Perennis (en llatí Sextus Tigidius Perennis) va ser prefecte del pretori durant els regnats dels emperadors Marc Aureli i el seu fill Còmmode. Va arribar al càrrec quan va substituir com únic prefecte a Tarruntè Patern quan aquest va morir l'any 183, fins al 185, any que va ser executat per ordre de l'emperador.
Patern havia ordenat, sense el consentiment de l'emperador, la mort de Saoter, amic i amant de Còmmode, acusat de conspirar juntament amb Ànnia Lucil·la i Marc Ummidi Quadrat per assassinar l'emperador. Segons la Història Augusta, Perennis va influir en Còmmode perquè castigués a Patern i així va poder obtenir el càrrec al davant de la Guàrdia Pretoriana.
Degut a les borratxeres de Còmmode, sovint va dirigir l'Imperi i va instigar l'execució de molts senadors, apropiant-se dels seus béns. Es va fer odiós als soldats i finalment entregat a les tropes, que el van matar junt amb la seva dona i fills l'any 186 o 187. Dió Cassi diu que la seva mort fou demanada per una diputació de quinze oficials de l'exèrcit de Britànnia, instigats pel cada cop més poderós Cleandre.
Dió diu que va participar en la mort de Patern per dirigir tot sol l'Imperi però també diu que va procurar el benestar per al seu país del que Còmmode no es preocupava. En canvi Lampridi i Herodià diuen que va encoratjar els excessos de l'emperador.